# Parochodaeus proceripes
Parochodaeus proceripes – gatunek chrząszcza z rodziny wygonakowatych i podrodziny Ochodaeinae.
Gatunek ten opisali w 2012 roku M.J. Paulsen i Federico Ocampo na podstawie pojedynczego samca. Jako miejsce typowe wskazano Santa Rosa w Rezerwacie biosfery Ñacuñán. Epitet gatunkowy pochodzi od łacińskich wyrazów procerus („smukła”) i pes („noga”).
Chrząszcz o ciele długości 8,1 mm i szerokości 4,2 mm. Powierzchnię jego głowy pokrywają małe i rozproszone punkty, słabo rozwinięte guzki oraz róg na ciemieniu. Nadustek jest prawie trapezowaty, o niepogrubionej przedniej krawędzi. Długość nadustka wynosi połowę jego szerokości. Narządy gębowe cechuje szeroko wykrojona warga górna i mocno kanciaste od strony zewnętrznej żuwaczki. Przez całą długość bródki biegnie bruzda środkowa. Powierzchnia silnie wypukłego przedplecza jest gęsto guzkowana, a między guzkami delikatnie punktowana. Pokrywy mają guzki na międzyrzędach wyposażone w krótkie, sterczące szczecinki. Przednia para odnóży ma golenie zaopatrzone w zakrzywioną ostrogę wierzchołkową oraz pozbawione zęba wewnętrznego. Odnóże tylnej pary ma prostej budowy krętarz, bezzębną i prostą tylną krawędź uda, prostą i smukłą, węższą niż 1/5 jej długości goleń oraz niepowiększony silnie pierwszy człon stopy.
Owad neotropikalny, endemiczny dla Argentyny, znany z prowincji Mendoza.